# Abbadider
Abbadider var en arabisk dynasti som härskade (1031–1091) i Sevilla, en bland de genom det umayyadiska kalifatets i Cordoba störtande (1031) uppkomna självständiga småstaterna. Dynastin stiftades av förre kadin i Sevilla, Abul-Kâsim-Muhammed, av huset Abbâd. Hans sonson, Muhammed, benämnd el-Mutamid – en utomordentlig främjare av poesi och vetenskap – måste till hjälp mot den kristne konungen Alfons VI:s av Kastilien hotande övermakt inkalla almoraviden Jussuf, furste av Marocko, som också segrade över Alfons, men därefter vände sig mot el-Mutamid själv, erövrade Sevilla (1091) och ändade därmed dynastins välde.